# Eugenio Andrés Lira Rugarcía
Eugenio Andrés Lira Rugarcía (ur. 24 lipca 1965 w Puebla) – meksykański duchowny rzymskokatolicki, biskup Matamoros-Reynosa od 2016.

## Życiorys
W 1984 wstąpił do zgromadzenia filipinów. 27 maja 1990 otrzymał święcenia diakonatu. Święcenia kapłańskie otrzymał 22 lutego 1991 z rąk arcybiskupa Rosendo Huesca Pacheco. Po kursie przygotowawczym dla wychowawców seminaryjnych w Novarze został dyrektorem domu formacyjnego w Puebli oraz wykładowcą miejscowego seminarium archidiecezjalnego. W 1995 rozpoczął pracę duszpasterską w parafiach archidiecezji Puebla de los Angeles, do której uzyskał inkardynację trzy lata później. Pełnił także funkcje m.in. dyrektora Centrum Bożego Miłosierdzia oraz kierownika kurialnej komisji ds. komunikacji społecznej.
24 lutego 2011 papież Benedykt XVI mianował go biskupem pomocniczym archidiecezji Puebla de los Angeles, ze stolicą tytularną Buxentum. Sakry biskupiej udzielił mu 12 kwietnia 2011 arcybiskup Víctor Sánchez Espinosa. Po sakrze otrzymał nominację na wikariusza generalnego archidiecezji.
W latach 2012–2016 był sekretarzem generalnym meksykańskiej Konferencji Episkopatu.
22 września 2016 papież Franciszek mianował go biskupem ordynariuszem diecezji Matamoros. Ingres odbył się dwa miesiące później.